# Guachupé
Guachupé fue una banda musical chilena que mezcla ritmos como el ska, rock latino y nueva cumbia. La banda nació a finales de 1994 en Santiago de Chile, cuando cuatro amigos del Liceo Lastarria -Tomás Maldonado, Robinson Acuña y los hermanos Nelson y Rodrigo Alveal, se juntan a componer canciones en un antiguo segundo piso de un barrio de Maipú.
Comienzan su etapa de profesionalización tras lanzar su primer disco de estudio "Estamos todos en la trampa" editado en 2007.

## Historia

### Inicios, primer disco y primeras giras
Guachupé fue una banda que mantiene una gran popularidad en el público juvenil, gracias a sus potentes shows en vivo y a una fanaticada que sorprende por su compromiso y apoyo incondicional. 
Con el lanzamiento de su primer disco “Estamos todos en la trampa”, editado en Chile y Argentina, a cargo del mánager de Bersuit Vergarabat, Cristián Merchot; masterizado en los estudios Del Cielito (Buenos Aires - Argentina) por el ingeniero Gustavo Gauvry y distribuido por Universal Music Group, Guachupé inició una etapa de profesionalización. 
En 2008 Guachupé se presentó en el Cosquín Rock, uno de los Festivales más importantes de Sudamérica, realizado en la Provincia de Córdoba, Argentina, representando junto a Chancho en Piedra al Rock chileno. La banda cruzó la Cordillera de los Andes junto a un bus lleno de sus seguidores, impresionando tanto a la organización como a la prensa asistente. 
Entre otros escenarios importantes en los que Guachupé ha estado presente se encuentra la 2.ª versión de la Cumbre del Rock Chileno, realizada el 11 de enero de 2009, en el Club Hípico de Santiago,
Durante los años 2009 y 2010, Guachupé realizó dos exitosas giras, las que los llevaron por España y Argentina.

### La Triste Realidad
Su segundo disco titulado “La triste realidad” le dio un sello más característico a la banda, popularizando aún más su música. Este álbum fue producido por Guachupé, grabado y mezclado en Estudios Del Grito al Eco, en Chile, por Rodrigo "Pirinola" Barrientos y Nelson Alveal.
Con "La Triste Realidad" realizaron giras en todo Chile durante los años 2010 y 2011. Además, fueron los encargados de cerrar el Día de la Música Chilena en el Parque O'Higgins, con una asistencia histórica de 110.000 personas.

### Muerte de Lucho Ardilla
El 18 de enero de 2012, Guachupé sufrió la lamentable pérdida de uno de sus integrantes. Luis Adriazola murió en un trágico accidente en Peralillo, Región del Libertador General Bernardo O'Higgins, mientras conducía su motocicleta, lo que significó un duro golpe para la banda. Luego de un periodo de reflexión decidieron seguir adelante, fieles al espíritu de su amigo y hermano Lucho “Ardilla”. La canción "Camiseta 22", de su siguiente álbum está dedicada a su memoria.

### El Club del Amigo
En 2014 la banda publica su tercer disco de estudio, titulado "El Club del Amigo". Este álbum se compone de 14 temas con una estética musical notoriamente distinta a los anteriores trabajos del grupo, influenciados principalmente por el fallecimiento de su integrante Lucho Ardilla, y las reflexiones posteriores a la pérdida de dicho compañero.

Fue producido musicalmente de manera íntegra por Guachupé. Nelson Alveal, baterista de la banda, fue el encargado de las mezclas y de las grabaciones, mientras que Gonzalo "Chalo" González realizó el masterizado. Además, se cuenta la abundante participación de artistas invitados, a lo largo de la mayoría de canciones que lo constituye. El arte fue obra de Salvador López.
Para las sesiones de grabación de los instrumentos y las voces, la banda utilizó su propia sala de ensayo.

### 15 Años de Guachupé

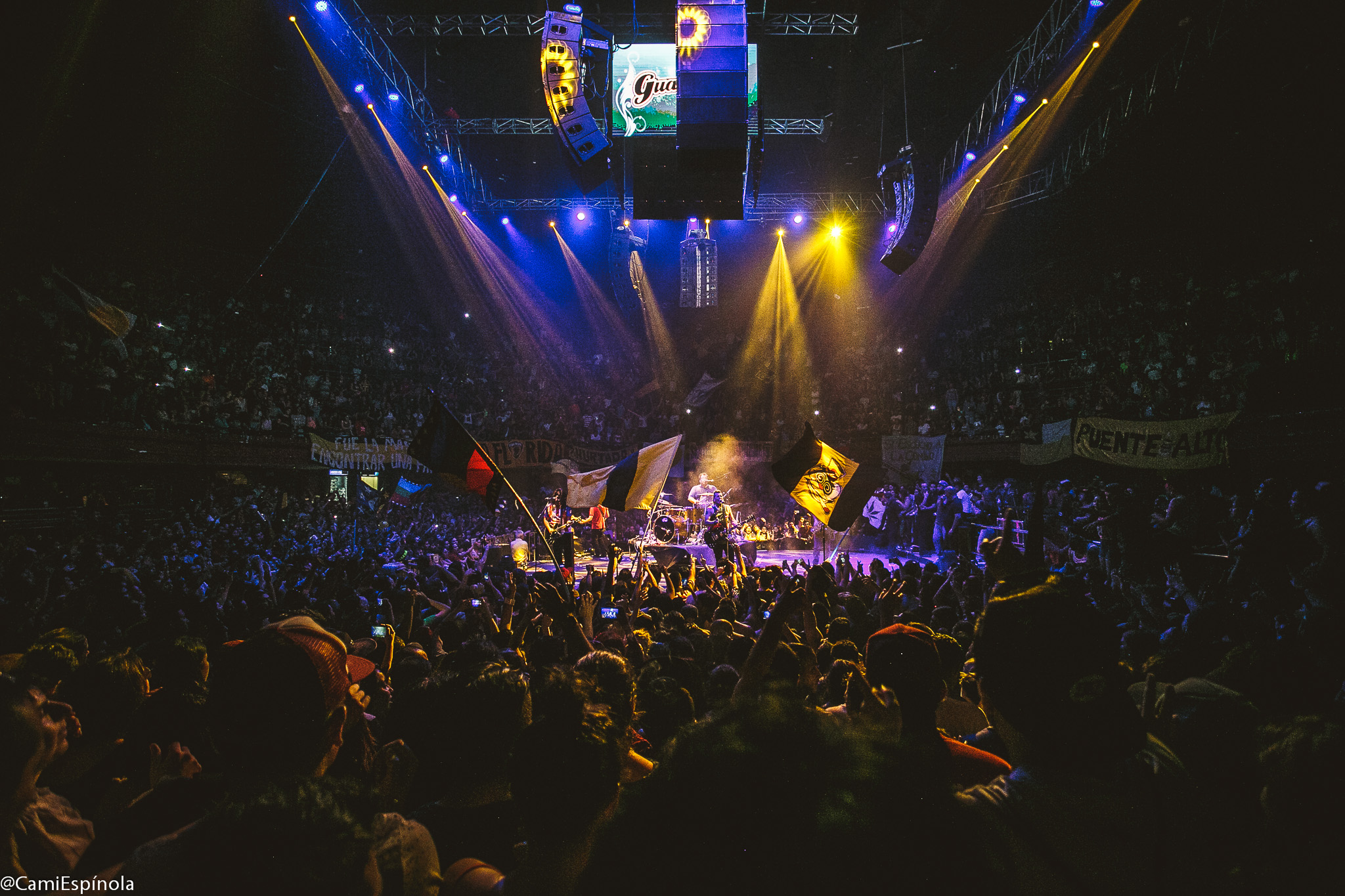
Guachupé 360, Teatro Caupolicán

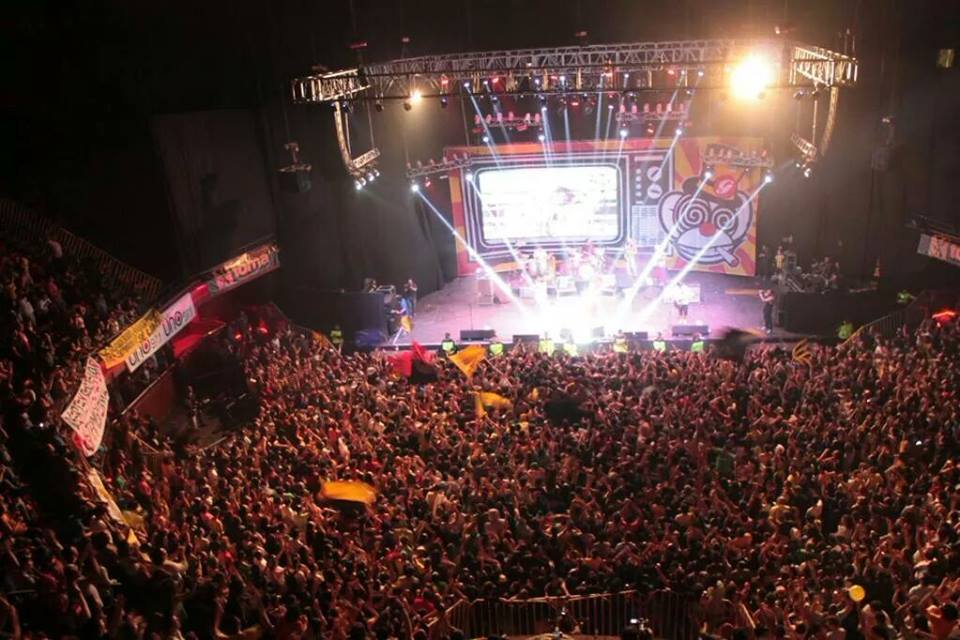
Guachupé 15 años, Teatro Caupolicán

En diciembre de 2014 se celebró los 15 años de vida de la banda, ante un Teatro Caupolicán lleno en su totalidad.
En un concierto de más de 3 horas, en donde también participaron del festejo Banda Conmoción y La Floripondio, Guachupé cautivó a todo su público en un show cargado de potencia y colorido, donde repasaron toda su discografía.

### La vuelta por un día y los 18 años
En el mes de noviembre del 2016, cumplieron con una exitosa gira promocional por México, que los tuvo tocando en distintos escenarios del Distrito Federal y alrededores; compartiendo escenarios con connotadas bandas de la escena latina como Babasónicos, Los Tres, Los Caligaris, Gondwana, entre otros.
Además, fue una de las bandas presentes en los 10 años de la Cumbre del Rock Chileno el 2017, en el Estadio Nacional. "El Guachu" fue la banda que cerró el evento con una destacada presentación en el "El Coloso de Ñuñoa", compartiendo cartel junto a grandes de la escena musical nacional.
El cierre del 2017 fue a lo grande, con un concierto el 21 de diciembre en el Teatro Caupolicán, que no contó con ninguna otra banda invitada, y que sirvió para celebrar los 18 años de Guachupé y presentar oficialmente su nuevo disco, el EP "La vuelta por un día". Como era de esperarse, aquel día fue una fiesta para todos los presentes; casi 4500 personas en el recinto, en un show de más de 2 horas de duración y un repertorio de 30 canciones, dejando en claro la pasión que desata Guachupé.

### La fiesta en El Patagual
El año 2019 comenzó con una fiesta sin precedentes para la historia del Festival del Huaso de Olmué, ya que en la primera jornada del certamen de aquel año, el jueves 17 de enero, la banda se presentó en el "Parque El Patagual", causando un gran revuelo y sorpresa en los medios, por el gran número de fans que viajó al show (salieron 11 buses repletos de personas desde Santiago para el evento) que provocaron un carnaval en la galería del recinto, tal barra de equipo de fútbol.

### Receso musical indefinido
El 20 de octubre de 2020, y en medio de la Pandemia de COVID-19 que ha afectado a Chile y el mundo, el grupo a través de sus redes sociales, informó que entraban en una etapa de "receso musical indefinido", argumentando que "Ya antes de todos estos sucesos nuestra energía como banda venia muy debilitada y durante esta pandemia todos hemos tenido momentos de luz y momentos de agobio ante los acontecimientos del día a día", finalizando el comunicado con "Nos despedimos con la convicción de que esto no es un adiós sino solo un hasta pronto."

## Camiseta Guachupé

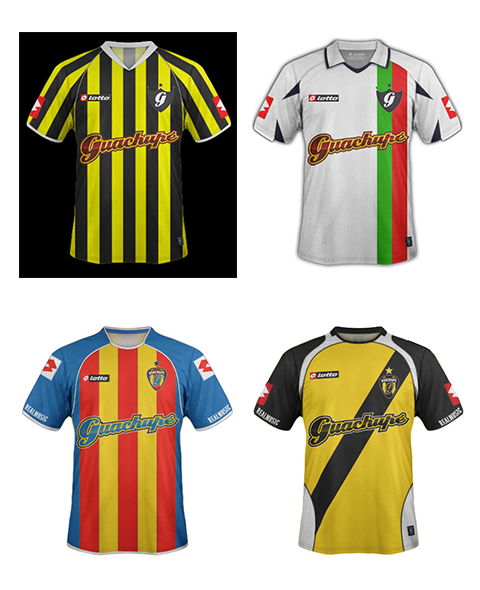
Camisetas Guachupé. Arriba: modelos temporada 2012; abajo: modelos temporada 2013

El año 2012 la marca deportiva Lotto, los seleccionó para tener una camiseta de fútbol propia. Esto fue gracias a su popularidad y fidelidad con su público, que parece una verdadera hinchada de fútbol, ya que alientan con cánticos, banderas, lienzos y papeles picados desde distintas partes de Chile. Incluso se reúnen y viajan para asistir a los conciertos. De este modo, la camiseta Guachupé se vuelve todo un éxito entre sus seguidores, agotando la totalidad de sus ejemplares (local y visita). 
Un año después, Lotto y Guachupé deciden renovar su alianza y lanzaron las camisetas modelo 2013 (local y visita), enviando ejemplares a México, España, Argentina, Colombia, Brasil y todo Chile.
Para el 2015 salió a la luz el nuevo modelo de camiseta amarilla y negra, siendo como es de costumbre, un éxito de ventas entre los fanáticos e "hinchas" de la banda.
El fin del 2016 marca la aparición de un esperado nuevo modelo de camiseta de Guachupé Lotto, temporada 2017. Esta vez, la prenda masificada en los más diversos contextos, contempla un modelo para mujer con un diseño a franjas que considera en esta ocasión, llamativos colores: blanco, azul y rojo.

## Integrantes
- Tomás Maldonado: Voz principal
- Robinson “Mono” Acuña: Guitarra y coros
- Rodrigo “Gigio” Alveal: Bajo y coros
- Nelson “Topo” Alveal: Batería y coros
- Luis “Ardilla” Adriazola: Acordeón, guitarra y voz

## Discografía
- Guachupé:  (2003) también conocido como Jugamos como nunca, Perdimos como siempre: el primer demo de la banda, distribuido en Internet, que incluye las canciones Josefina (en vivo Rock en Rejas), El Nono, No es tan grave, Despierta, Euforia, Detente ahí, El meo pique, Hoy te conocí, Como cambia la gente, Rostros y Santiago no duerme.

- En vivo Sala Máster (2006): Grabado en vivo en la Sala Máster de la Radio Universidad de Chile, contiene las canciones El meo pique, Como cambia la gente, Gitano (boliviano), Detente ahí, Santiago no duerme, Josefina, Euforia, Rostros, ¿Nos lleva?, Un ramito de violetas (de Manzanita), Despierta, El Nono, Negro Sano, Hoy te conocí y ¿Nos lleva? (reprise).

- Estamos todos en la trampa (2007): el primer disco de estudio, editado por Universal Music Argentina, en Chile y en Argentina. Contiene tanto temas inéditos como las viejas canciones grabadas anteriormente. Los temas son:

1. Rostros
2. Santiago no duerme
3. En la trampa
4. La amarga de tu novia (Josefina)
5. No es tan grave
6. Pedro y Juan
7. El Nono (con Jorge Serrano de Los Auténticos Decadentes)
8. ¿Nos lleva?
9. La última vez
10. Detente ahí
11. Euforia
12. Gitano Boliviano
13. Al final de todo

- La Triste Realidad (2010): el segundo disco de estudio de la banda, fue grabado en Corporación Fonográfica Autónoma (CFA), editado en forma independiente, mezclado por Rodrigo Barrientos y Nelson Alveal y masterizado en Igloo Music, LA, USA, por Gustavo Borner. Sus canciones son:

1. A donde va el Dolor
2. Aunque me acuerdo de ti
3. Corten, Corten!
4. Domingo
5. La triste melodía (con Tito Verenzuela de La Bersuit)
6. Vuela
7. Morir de vino
8. Cuando quieras
9. La ruta perdida (con Toño Corvalán de Chancho en Piedra)
10. Delincuentes
11. Las Capsulokas
12. La triste realidad

- El Club del Amigo (2014): tercer disco de estudio y cuarto en total, grabado en la sala de ensayo de Guachupé, mezclado por Nelson Alveal y masterizado por Chalo González. Sus canciones son:

1. El club del amigo
2. Troncos viejos
3. Sacristán
4. Todo va lento (con Juan Ayala)
5. Pasen la pelota
6. Te desconozco (con Juan Ayala)
7. Vamos
8. Tafalla
9. Soldado Maldonado
10. La Tía Laura
11. Las Cruces
12. Tegualda
13. Alucinaré
14. Camiseta 22 (con Lucho Verdes)

- La vuelta por un día (2017): cuarto disco de estudio y quinto en total mezclado por Nelson Alveal y masterizado por Chalo González. Sus canciones son:

1. Astronautas
2. Hotel sevilla
3. Es mi vida
4. Pipo
5. Saldra el sol
6. Parte de mi no esta